# Jan Böhm
Jan Böhm (25. listopadu 1888 Královské Vinohrady – 4. dubna 1959 Blatná) byl český zahradník a pěstitel růží, který vyšlechtil více než 120 druhů růží.

## Životopis

### Mládí
Jan Böhm se narodil na Královských Vinohradech u Prahy, obecnou školu vychodil ve Vršovicích. Jeho otec Jan Nepomuk Böhm (1857–1944) byl zahradník, který vynikal v pěstování hyacintů, narcisů a šlechtění růží. Je označován za jednoho z „otců zakladatelů“ českého růžařství. Jan se u něj vyučil zahradníkem. Po vyučení odjel na tříletou praxi do Německa, kde se rozhodl věnovat se trvale pěstování růží. Poté praktikoval v Lucembursku a ve Francii. Před vypuknutím první světové války se vrátil do Čech, ale hned v červenci 1914 narukoval, bojoval na ruské a italské frontě. Poté byl raněn a konec války ho zastihl doma na rekonvalescenci.

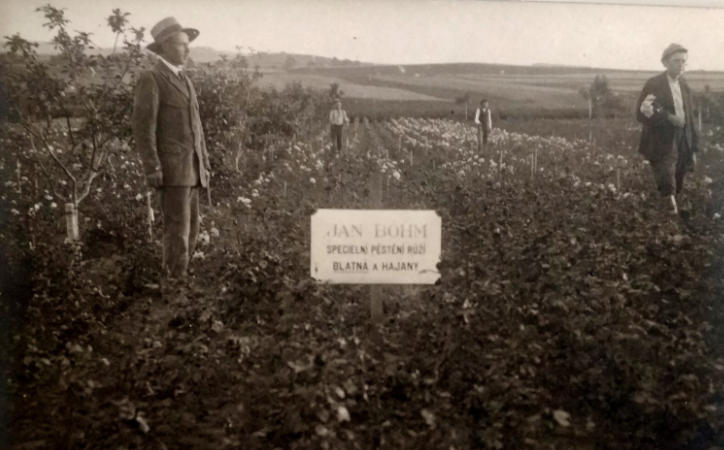
Plantáže v Blatné

### Růže z Blatné
Po válce mu jeho otec nabídl své pozemky v Blatné. Nebyly to pozemky považované za vhodné pro pěstování růží. Pole byla kamenitá a neúrodná, ale Böhm neměl na jiné pozemky peníze. Ostatní zemědělci v Blatné se Böhmovi ze začátku smáli, třeba proto, že na svá pole vysazoval šípky, kterých se ostatní pracně zbavovali. Böhm svá pole zúrodnil a brzy se dostavily první úspěchy. V roce 1919 se dvěma pomocníky na dvouhektarovém pozemku poprvé vysázel pět tisíc růžových pláňat. Záhy na to založil v Blatné zahradnictví a začal ve velkém pěstovat a šlechtit růže. Ukázalo se, že podnebí a podmínky, které se zdály být pro růže nevhodné, jim vyhovují a růže jsou odolnější proti škůdcům a chorobám. Ve stejném roce se i oženil s místní dívkou Marií Maříkovou z Hajan. 

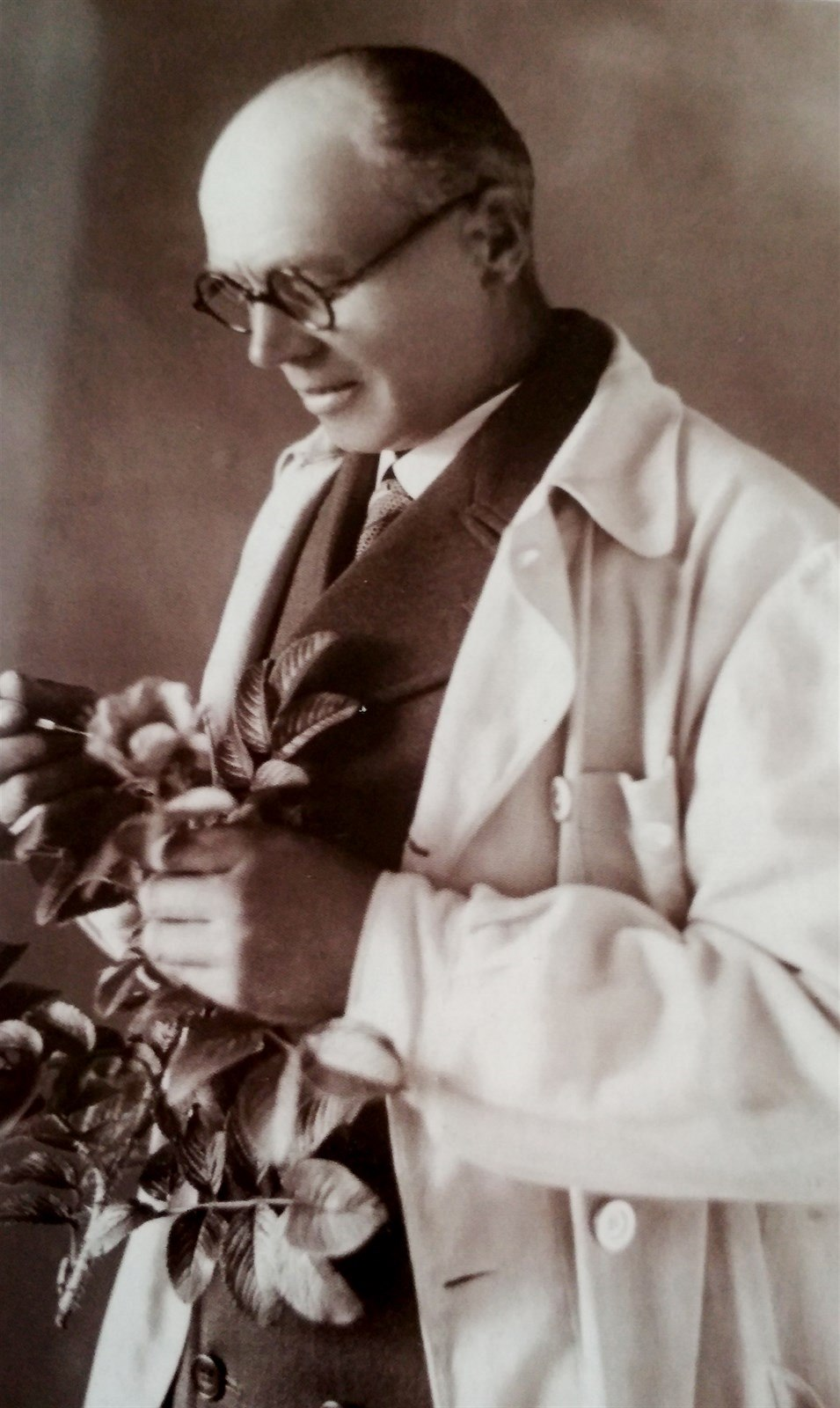
Jan Böhm

V roce 1922 se poprvé zúčastnil růžařské výstavy, na níž získal čestné uznání a stříbrnou medaili. V roce 1925 vyšlechtil svoji první růži, kterou pojmenoval „Máňa Böhmová“ po své prvorozené dceři. To už zaměstnával 16 lidí, dva roky vyvážel i do zahraničí a růže pěstoval na sedmi hektarech. V roce 1933 se jeho podnik rozrostl o nakoupené pozemky na 20 hektarů a již tehdy byl proslulý i v zahraničí. Jelikož pěstoval pouze jeden druh květin, věděl, že okruh jeho zákazníků musí být co nejširší. Výpěstky zasílal nejen do celé ČSR, ale též do Jugoslávie, Německa, Rakouska, Polska, Maďarska, Francie a USA. Expedoval ročně více než 200 000 odolných a neobyčejně vytrvalých sazenic, včetně první modré růže na světě, nazvané „Generál Štefánik“ a uvedené na trh 1932.
Mimo jiné Böhm na tehdejší dobu skvěle pochopil, co je to marketing. V městském muzeu v Blatné se dochovalo mnoho katalogů, inzerátů a pohlednic s motivy růží, které vydával. Také bohatě publikoval v různých časopisech. Dokázal v lidech vzbudit touhu mít jeho růže na zahrádce. Příkladem působivé reklamy je původní česká opereta Na růžích ustláno. Její premiéru v prosinci 1933 v brněnském divadle Na hradbách provázela Růžová soutěž. Diváci měli hádat, kolik růží bylo použito ve výpravě operety. Odměnu do soutěže věnoval samozřejmě Jan Böhm. Sám to odůvodnil slovy: „Nadšen krásnou operetou rozhodl jsem se darovati pro soutěž celou mou kolekci československých růží, mých vlastních výpěstků, jejichž cena jest dle ceníku 760 Kč a jež pozůstává ze 41 růží různých druhů a barev. Růže pošlu včas před jarním vysazováním.“ Ve skutečnosti představení zdobilo 23 210 růží, což musel být uprostřed zimy pro diváky obzvlášť krásný zážitek. I díky Böhmově velkorysosti měla opereta obrovský ohlas, že ji rok nato zfilmoval Miroslav Cikán s Jindřichem Plachtou, Lídou Baarovou a Antonií Nedošinskou a některé záběry se točily na Böhmových plantážích. Zahradník se opět inspiroval a vyšlechtil růži Lída Baarová. Příkladem Böhmových dalších kultivarů byly pnoucí růže s plnými bílými květy Máňa Böhmová (1925), Jan Hus (1932), Česká pohádka (1933) aj.

### Baťa v růžích
Každoročně, až do druhé světové války, uváděl Böhm na trh vlastní novinky růží, vystavoval na domácích i zahraničních výstavách, kde jeho výpěstky byly pravidelně oceňovány. Také v roce 1933 získal Velkou medaili města Paříže, zlatou medaili na Mezinárodní výstavě růží ve Francii, zlatou medaili v Bratislavě a četná uznání v dalších zemích. Vedle hlavní pěstební růžařské specializace se věnoval také jiřinám, různým okrasným dřevinám a perenám. Byl rovněž společensky a organizačně činný. Působil jako zpravodaj Státního statistického úřadu, rada patentního soudu a člen poroty na Mezinárodní soutěži novinek růží v Paříži. Přijal členství v růžařských společnostech ve Francii, Anglii, Holandsku, Německu, Španělsku a USA. Publikoval odborné články v zahradnických časopisech. Spolupracoval s některými zahraničními růžařskými firmami (např. ve Francii, v USA) a jejich novinky uváděl na náš trh a naopak jejich prostřednictvím své výpěstky na trh v cizině. Značnou pozornost věnoval obchodní propagaci svého podniku a napsal vzpomínky, z nichž část byla publikována. V roce 1928 koupil v Blatné dům, který postavil architekt Jan Komanec. Ve vile bydlel s rodinou a sídlila tam i administrativa podniku. Po deseti letech bylo jeho růžařství největším podnikem v Blatné, zaměstnávající 70 lidí na plantážích a 11 lidí v administrativě včetně překladatelů cizojazyčné korespondence. Vydělané peníze Böhm stále investoval do rozšiřování podniku, nákupu nové techniky a další propagaci. Na začátku 30. let už neměl v Česku konkurenci. Jeho plantáže patřily k největším i v evropském měřítku, proto se mu začalo říkat Baťa v růžích.

### Růže pro Masaryka a jedlé šípky

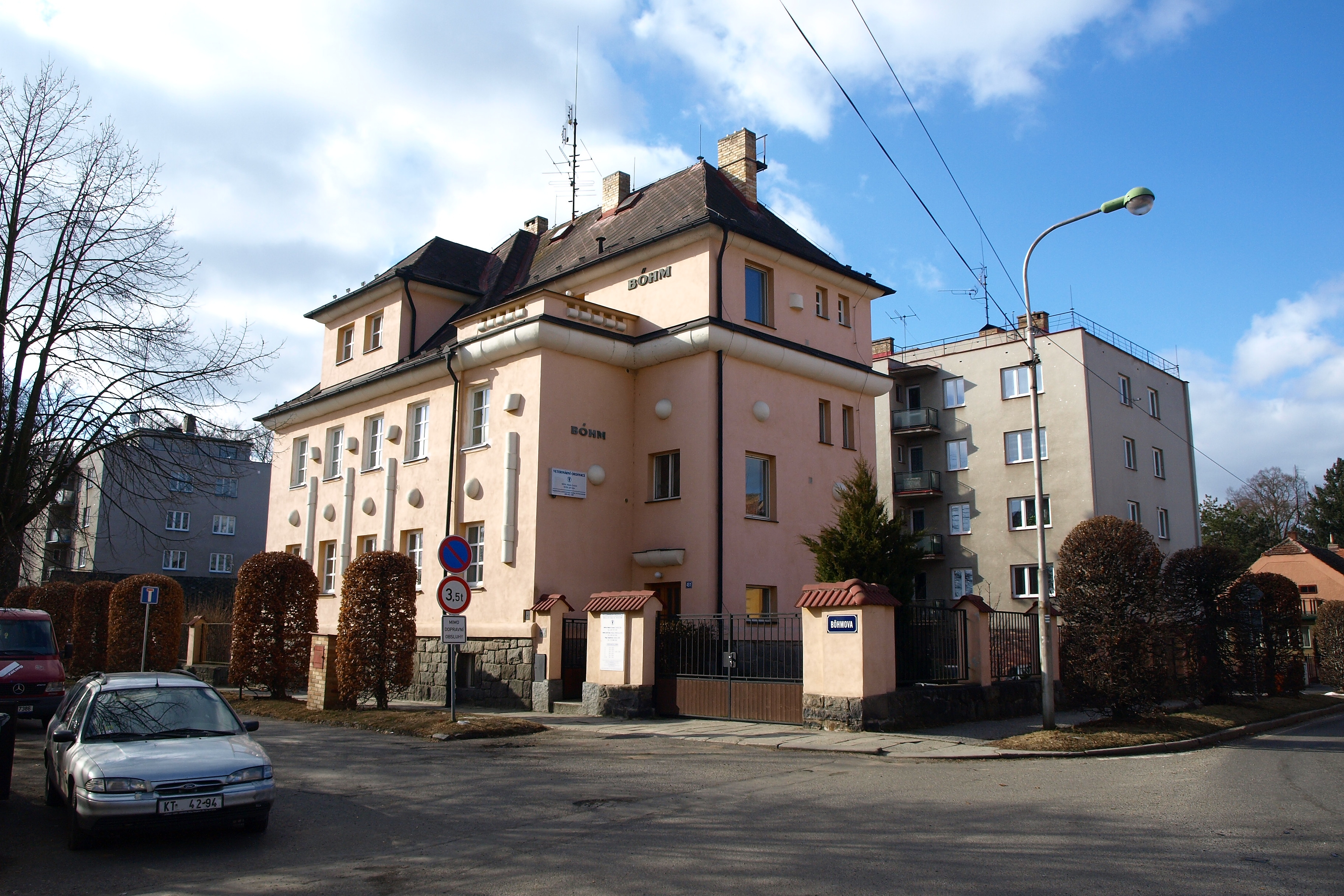
Böhmova vila, Blatná

Do roku 1950 Böhm vyšlechtil 120 druhů růží, kterým dával vlastenecká a poetická jména. Jako rada patentního soudu si je často legalizoval a pomáhal zvyšovat povědomí i o růžích menších pěstitelů. Mnoho z jeho výtvorů získalo ocenění, mimo jiné 14 zlatých medailí na řadě významných výstav v západní Evropě, což dále prohlubovalo jeho proslulost. Některé odrůdy pojmenoval po významných prvorepublikových politicích. Svou vlastní odrůdu od něho na návštěvě v Blatné v srpnu roku 1935 dostal třeba tehdejší ministr zahraničí Edvard Beneš. Když zemřel v roce 1937 prezident Masaryk, poslal Böhm do Prahy 25 tisíc růží k uvití pohřebních věnců. O rok později pak vznikla růže T. G. M. Mimořádné byly i výstavy a procházky po plantážích, které organizoval přímo v Blatné. Na některé z nich přijelo třeba i 25 tisíc lidí a vypravovali se na ně zvláštní vlaky. Pro město to byla obrovská reklama. Böhm udržoval čilý kontakt i s dalšími pěstiteli a dlouho udržoval korespondenci i se šlechtitelem Ivanem Mičurinem. Böhm měl v plánu také postavení rozária, kde by se mohly všechny jeho odrůdy pěstovat bez ohledu na roční dobu. Mělo být součástí hotelu a část budovy měla sloužit jako muzeum růží. Plány mu zhatila druhá světová válka. Zahradnictví muselo změnit sortiment. Květiny vystřídaly jahody, angrešt, rybíz, ořechy, jabloně, třešně, hrušně, ale také obilí a brambory pro obživu obyvatel. V této době se Böhm pokoušel vyšlechtit jedlé šípky, které by lidem dodávaly dostatek vitamínu C. O něco podobného se v Rusku snažil právě Mičurin a oba pěstitelé své úsilí i propojili.

### Vyvlastění a konec krále růží
Po válce nastal krátký čas obnovy, ale v roce 1950 byl Böhmův podnik vyvlastněn a růžové plantáže dostal na starost místní komunální podnik Lidoslužby města Blatné. Böhm samotný tam působil už jen jako šlechtitel, ale vyšlechtil už jen jedinou růži, Hold Slunci (1956). O tři roky později zemřel a jeho dílo i to, co pro město udělal, bylo postupně, a zčásti zcela jistě i cíleně zapomínáno. Žádný z jeho potomků se nestal profesionálním zahradníkem. Růže se sice v Blatné dál pěstovaly s různými výsledky, obnovit zašlou slávu se už nikdy nepodařilo a po roce 1989 zaniklo pěstování růží úplně.
V Blatné na náměstí J. P. Koubka má Jan Böhm pomník v podobě kamenných růží, zhotovený v roce 1987 podle návrhu architekta Jana Rampicha.

## Výběr vyšlechtěných druhů růží

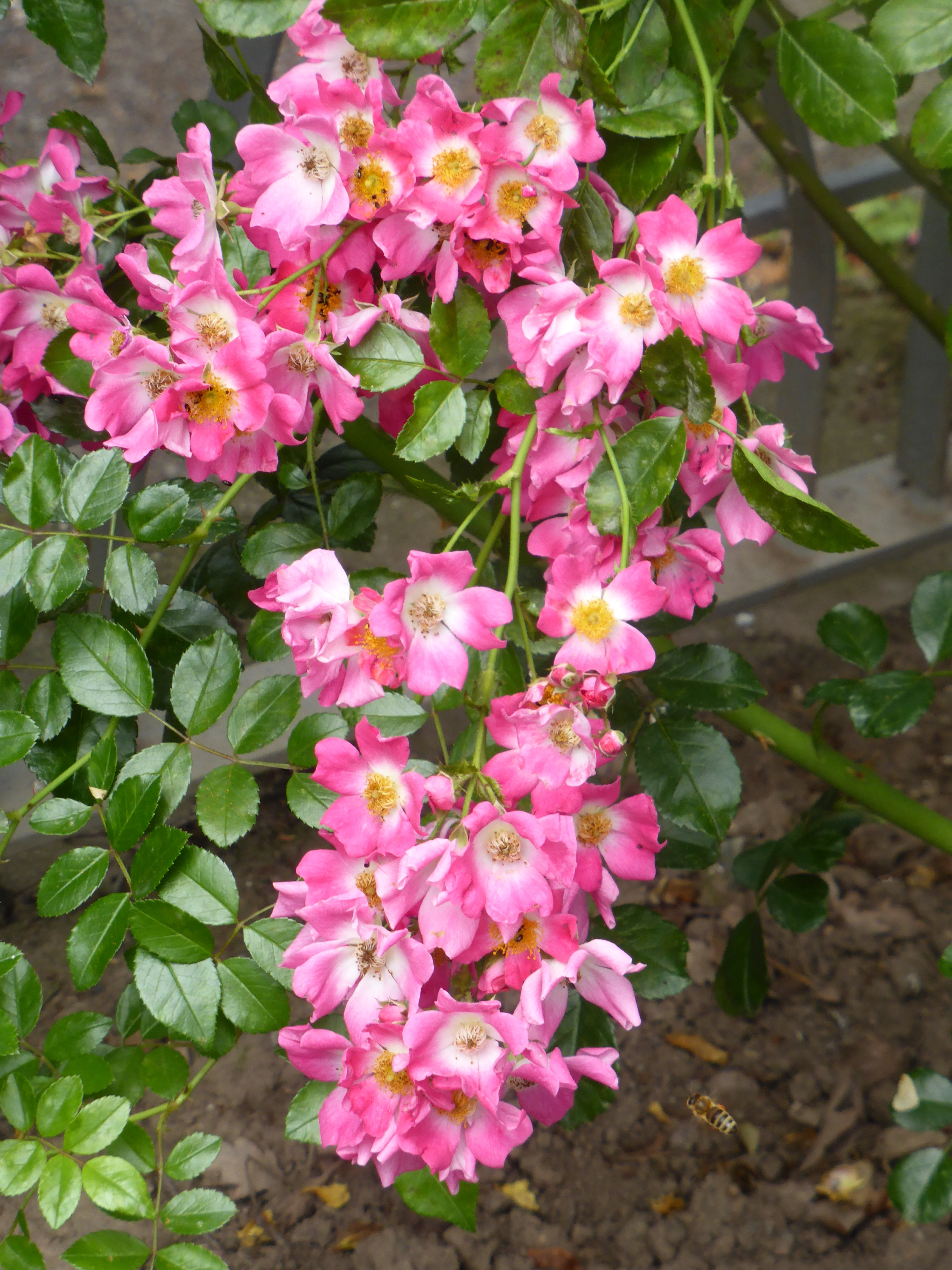
Srdce Evropy

- Generál ŠtefánikDr. MasarykSrdce EvropyBlatná, 1927, čajohybridy, tmavě červená

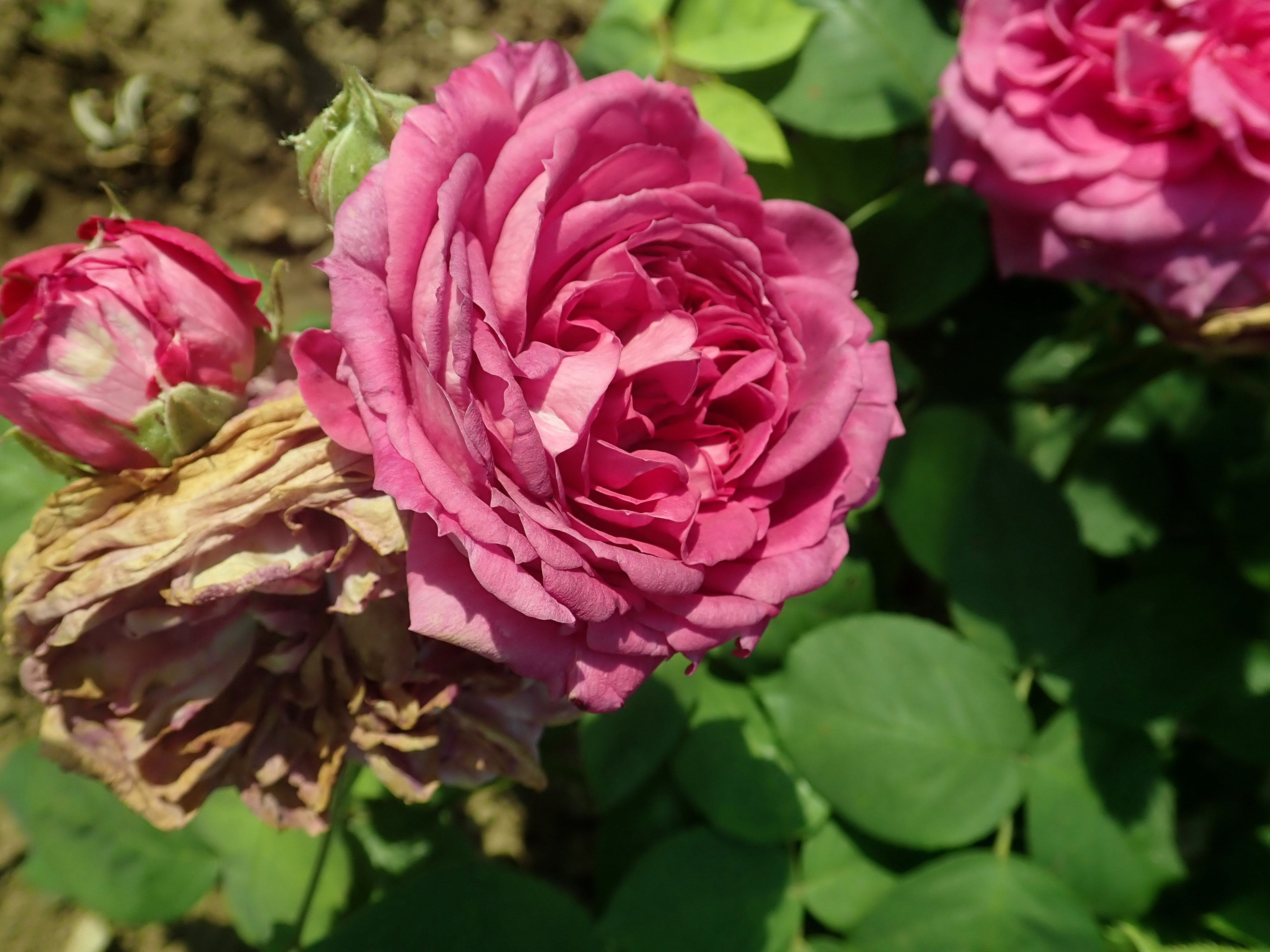
Generál Štefánik

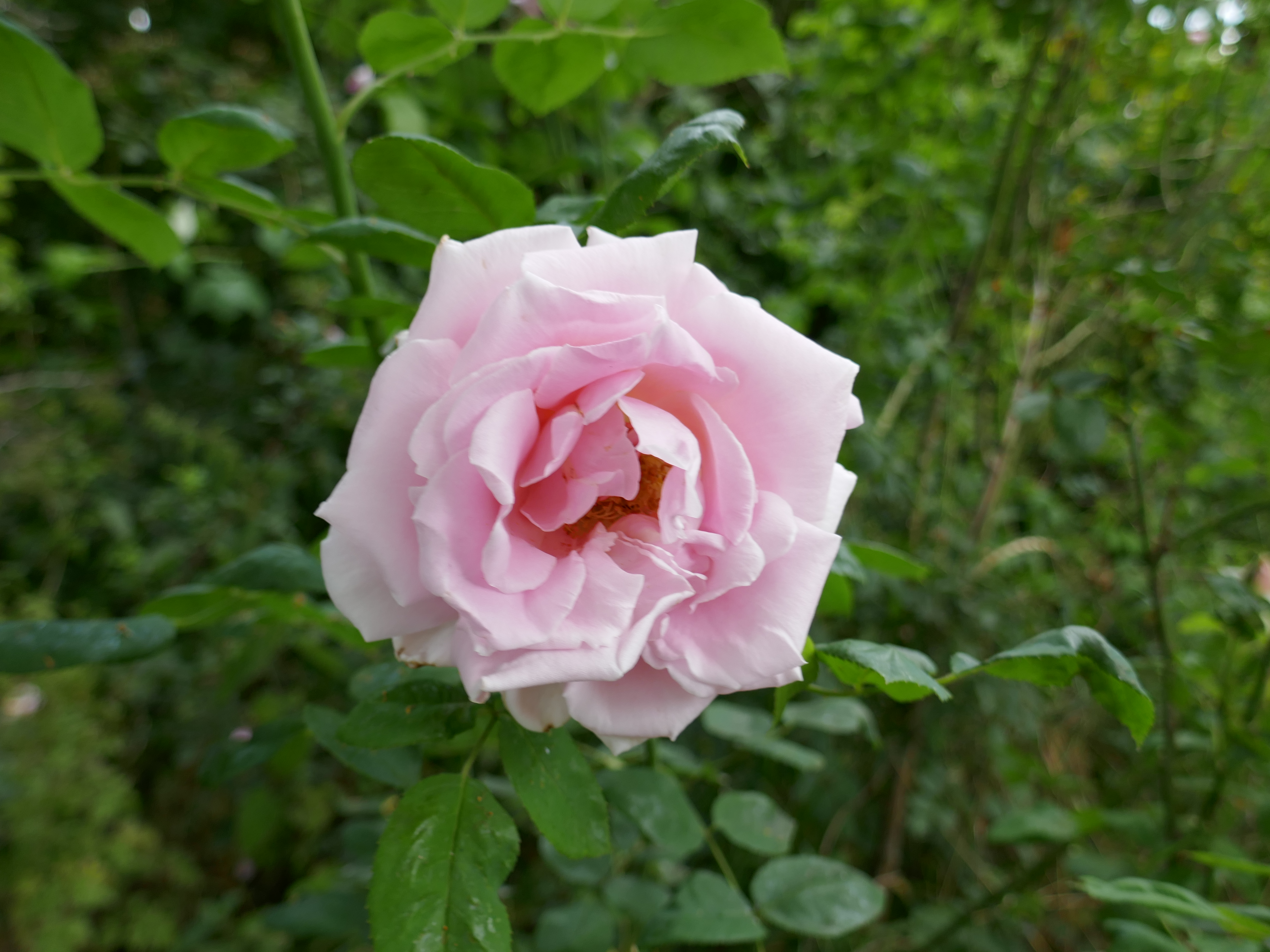
Dr. Masaryk

- Jan Böhm, 1928, čajohybridy, karmínově červená
- Bohemia, 1928, čajohybridy, růžová
- Sláva Böhmová, 1930, čajohybridy, lososově červená se žlutým středem
- Doktor Masaryk, 1930, staré růže, růžová
- Božena Němcová, 1931, čajohybridy, světle růžová
- Alois Jirásek, 1931, čajohybridy, oranžovo-žlutá
- Smetana, 1932, polyantky, červená
- Tomáš Baťa, 1932, staré růže, tmavě červená
- Temno, 1933, čajohybridy, tmavě červená
- Antonín Dvořák, 1933, čajohybridy, oranžovo-růžová
- Jan Hus, 1933, čajohybridy, světle růžová
- Bedřich Smetana, 1933, čajohybridy, bilá
- Stratosféra, 1934, hybrid růže prérijní, karmínově červená
- Lída Baarová, 1934, čajohybridy, lososově červená
- Böhmův Triumf, 1934, čajohybridy, tmavě růžová
- Čsl. Červený Kříž, 1934, polyantky, tmavě červená s bílým středem
- Böhmova Azurová, 1934, staré růže, růžovo-fialová
- ČSR, 1934, popínavá růže, růže galská, světle růžová – tmavě růžová pruhovaná
- Kde Domov Můj, 1935, hybrid růže mnohokvětá, růžová s bílým středem
- Böhmorose, 1935, čajohybridy, karmínová růžová
- Genius Mendel', 1935, čajohybridy, růžovo-červená
- Böhm Junior, 1935, čajohybridy, karmínová růžová
- Böhms Climber, 1935, popínavá růže, červená
- Vltava, 1936, rambler, fialově červená
- Jugoslávie, 1936, čajohybridy, světle žlutá
- Mičurin, 1936, hybrid růže Wichurové, tmavě červená
- Srdce Evropy, 1937, hybrid růže Wichurové, růžová
- Dr. Karel Kramář, 1937, čajohybridy, tmavě červená
- Tolstoi, 1938, hybrid růže prérijní, růžová
- Růže olivetská, 1938, rambler, světle růžová
- Mír, 1946, popínavá růže, světle růžová
- Hold Slunci, 1956, rambler, světle žlutá